# 1976年イタリアグランプリ
1976年イタリアグランプリは、1976年のF1世界選手権第13戦として、1976年9月12日にモンツァ・サーキットで開催された。

## 解説

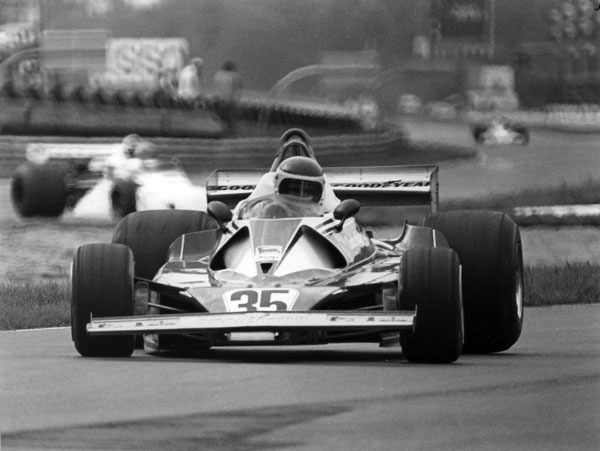
フェラーリからスポット参戦したカルロス・ロイテマン

ドイツGPで重傷を負ったニキ・ラウダが約1ヶ月ぶりにレースへ復帰した。フェラーリはバックアップとして、前戦オランダGPまでブラバムに在籍したカルロス・ロイテマンをスポットで起用。ブラバムはロイテマンの後釜として、ロルフ・シュトメレンを起用した。
この年からコースが改修されホームストレートにシケイン、"バリアンテ・レッテフィーロ"が設けられた。

## 予選

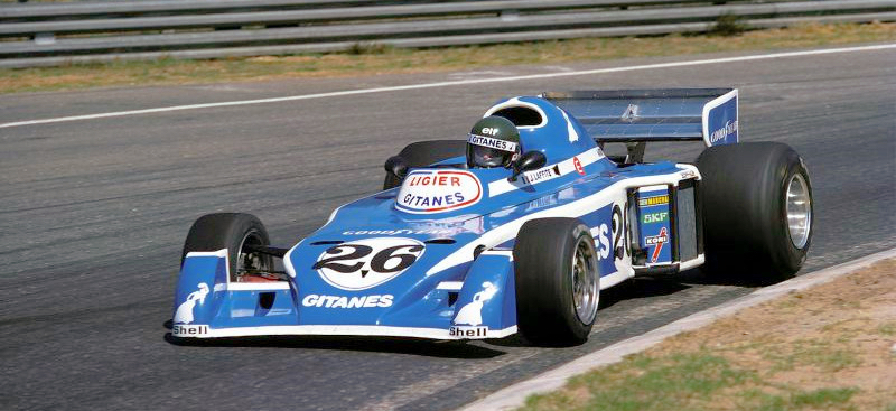
ポールポジションを獲得したジャック・ラフィット

金曜日は雨に見舞われ、午前中の予選1回目は3台のみがコースイン。午後の予選2回目は全車2分台のタイムしか出せなかったが、その中でハンス＝ヨアヒム・スタックが最速タイムを記録した。
翌土曜日は前日と打って変わって晴れとなった。ジャック・ラフィット（リジェ）が初のポールポジションを獲得。0.03秒差でジョディー・シェクター（ティレル）が2番手。復帰初戦のラウダは5番手になった。
予選中の燃料検査でマクラーレンが101.6、ペンスキーが105.7と燃料のオクタン価が規定値である101をオーバーしていたため、ジェームス・ハントとヨッヘン・マス、ジョン・ワトソンが記録した土曜日のタイムが取り消しとなった。このため3人は予選落ちになると思われたが、ガイ・エドワーズとアルトゥーロ・メルツァリオ、オットー・ストゥパッヒャーが出走を取りやめたため、決勝に参加できることになった。

### 予選結果
| 順位  | No | ドライバー                         | コンストラクター               | 1回目   | 2回目   | 3回目   | タイム差 |
| ----- | -- | ---------------------------------- | ------------------------------ | ------- | ------- | ------- | -------- |
| 1     | 26 | ジャック・ラフィット               | リジェ・マトラ                 | -       | 2:09.19 | 1:41.35 | —        |
| 2     | 3  | ジョディー・シェクター             | ティレル・フォード             | -       | 2:23.69 | 1:41.38 | + 0.03   |
| 3     | 8  | カルロス・パーチェ                 | ブラバム・アルファロメオ       | -       | 2:32.08 | 1:41.53 | + 0.18   |
| 4     | 4  | パトリック・デパイユ               | ティレル・フォード             | -       | 2:41.21 | 1:42.06 | + 0.71   |
| 5     | 1  | ニキ・ラウダ                       | フェラーリ                     | -       | 2:35.25 | 1.42.09 | + 0.74   |
| 6     | 34 | ハンス＝ヨアヒム・スタック         | マーチ・フォード               | -       | 2.02.79 | 1:42.18 | + 0.83   |
| 7     | 35 | カルロス・ロイテマン               | フェラーリ                     | -       | 2:14.59 | 1:42.38 | + 1.03   |
| 8     | 10 | ロニー・ピーターソン               | マーチ・フォード               | -       | 2.04:97 | 1:42.64 | + 1.29   |
| 9     | 2  | クレイ・レガツォーニ               | フェラーリ                     | -       | 2:10.85 | 1:42.96 | + 1.61   |
| 10    | 22 | ジャッキー・イクス                 | エンサイン・フォード           | -       | 2:07.80 | 1:43.29 | + 1.94   |
| 11    | 7  | ロルフ・シュトメレン               | ブラバム・アルファロメオ       | 2:52.90 | 2:45.38 | 1:43.29 | + 1.94   |
| 12    | 6  | グンナー・ニルソン                 | ロータス・フォード             | -       | 2:40.89 | 1:43.30 | + 1.95   |
| 13    | 40 | ラリー・パーキンス                 | ボロ・フォード                 | 3:38.74 | -       | 1:43.32 | + 1.97   |
| 14    | 5  | マリオ・アンドレッティ             | ロータス・フォード             | -       | 2:08.13 | 1:43.34 | + 1.99   |
| 15    | 16 | トム・プライス                     | シャドウ・フォード             | -       | 2:16.89 | 1:43.63 | + 2.28   |
| 16    | 9  | ヴィットリオ・ブランビラ           | マーチ・フォード               | 2:44.90 | 2:18.41 | 1:43.94 | + 2.59   |
| 17    | 17 | ジャン＝ピエール・ジャリエ         | シャドウ・フォード             | -       | 2:37.37 | 1:44.05 | + 2.70   |
| 18    | 19 | アラン・ジョーンズ                 | サーティース・フォード         | -       | 2:23.36 | 1:44.41 | + 3.06   |
| 19    | 24 | ハラルド・アートル                 | ヘスケス・フォード             | -       | -       | 1:44.56 | + 3.21   |
| 20    | 30 | エマーソン・フィッティパルディ     | フィッティパルディ・フォード   | -       | 2:14.88 | 1:44.57 | + 3.22   |
| 21    | 37 | アレッサンドロ・ペゼンティ＝ロッシ | ティレル・フォード             | -       | -       | 1:44.62 | + 3.27   |
| 22    | 38 | アンリ・ペスカロロ                 | サーティース・フォード         | -       | -       | 1:45.12 | + 3.77   |
| 23    | 18 | ブレッド・ランガー                 | サーティース・フォード         | -       | 2:18.58 | 1:46.48 | + 4.44   |
| 24    | 25 | ガイ・エドワーズ                   | ヘスケス・フォード             | -       | 2:12.49 | 1:45.79 | + 5.13   |
| 25    | 20 | アルトゥーロ・メルツァリオ         | ウルフ・ウィリアムズ・フォード | -       | 2:44.94 | 1:47.31 | + 5.96   |
| 26    | 39 | オットー・ストゥパッヒャー         | ティレル・フォード             | -       | -       | 1:55.22 | + 13.87  |
| 27    | 11 | ジェームス・ハント                 | マクラーレン・フォード         | -       | 2:08.76 | 1:42.51 | + 27.41  |
| 28    | 12 | ヨッヘン・マス                     | マクラーレン・フォード         | -       | 2:11.06 | 1:42.68 | + 29.71  |
| 29    | 28 | ジョン・ワトソン                   | ペンスキー・フォード           | -       | 2:13.95 | 1:42.47 | + 32.60  |
| 出典: |    |                                    |                                |         |         |         |          |

- 太字は予選通過タイム。
- ハント・マス・ワトソンは燃料規定を違反していたため予選3回目のタイム取り消し。

## 決勝

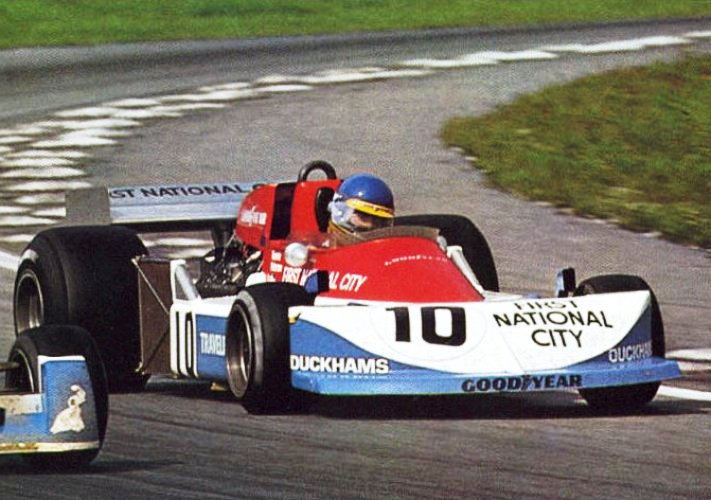
優勝したロニー・ピーターソン

スタート直後、シェクターがラフィットを抜いて首位に立ち、その後にラフィット、パトリック・デパイユ、ロイテマン、スタック、ピーターソンが続く。予選5位のラウダはスタート時のシフトチェンジを失敗し、12位に落ちる。ピーターソンはこの後徐々に順位を上げて行き、11周目にシェクターを抜きトップに躍り出る。
24位スタートのハントは11周の時点で12位にポジションを上げていたが、13周目の第2シケインで後方から攻めたててきたトム・プライスと競り合った際にコースアウト、そのままリタイヤとなった。マスは3周目にリタイヤしていたため、マクラーレンは全滅という結果に終わった。
首位のピーターソンはデパイユの追撃を受けていたが、残り10周でデパイユがマシントラブルにより後退したため最後まで逃げ切りゴール、1974年イタリアGP以来の優勝となった。2位にレガツォーニ、3位はラフィットが入った。順位を落としたラウダは、このレースで2番目のラップタイムを記録しながら最終的に4位となり、復帰初戦で入賞を果たした。レース終了後、ラウダの顔に巻かれた包帯は出血によって赤く染められていた。

### 決勝結果
| 順位 | No | ドライバー                         | コンストラクター               | 周回 | タイム               | グリッド | ポイント |
| ---- | -- | ---------------------------------- | ------------------------------ | ---- | -------------------- | -------- | -------- |
| 1    | 10 | ロニー・ピーターソン               | マーチ・フォード               | 52   | 1:30:35.6            | 8        | 9        |
| 2    | 2  | クレイ・レガツォーニ               | フェラーリ                     | 52   | + 2.3                | 9        | 6        |
| 3    | 26 | ジャック・ラフィット               | リジェ・マトラ                 | 52   | + 3.0                | 1        | 4        |
| 4    | 1  | ニキ・ラウダ                       | フェラーリ                     | 52   | + 19.4               | 5        | 3        |
| 5    | 3  | ジョディー・シェクター             | ティレル・フォード             | 52   | + 19.5               | 2        | 2        |
| 6    | 4  | パトリック・デパイユ               | ティレル・フォード             | 52   | + 35.7               | 4        | 1        |
| 7    | 9  | ヴィットリオ・ブランビラ           | マーチ・フォード               | 52   | + 43.9               | 16       |          |
| 8    | 16 | トム・プライス                     | シャドウ・フォード             | 52   | + 52.9               | 15       |          |
| 9    | 35 | カルロス・ロイテマン               | フェラーリ                     | 52   | + 57.5               | 7        |          |
| 10   | 22 | ジャッキー・イクス                 | エンサイン・フォード           | 52   | + 1:12.4             | 10       |          |
| 11   | 28 | ジョン・ワトソン                   | ペンスキー・フォード           | 52   | + 1:42.2             | 26       |          |
| 12   | 19 | アラン・ジョーンズ                 | サーティース・フォード         | 51   | 1 Lap                | 18       |          |
| 13   | 6  | グンナー・ニルソン                 | ロータス・フォード             | 51   | 1 Lap                | 12       |          |
| 14   | 18 | ブレット・ランガー                 | サーティース・フォード         | 50   | 2 Lap                | 23       |          |
| 15   | 30 | エマーソン・フィッティパルディ     | フィッティパルディ・フォード   | 50   | 2 Lap                | 20       |          |
| 16   | 24 | ハラルド・アートル                 | ヘスケス・フォード             | 49   | 3 Lap/ハーフシャフト | 19       |          |
| 17   | 34 | アンリ・ペスカロロ                 | サーティース・フォード         | 49   | 3 Lap                | 22       |          |
| 18   | 37 | アレッサンドロ・ペゼンティ＝ロッシ | ティレル・フォード             | 49   | 3 Lap                | 21       |          |
| 19   | 17 | ジャン＝ピエール・ジャリエ         | シャドウ・フォード             | 47   | 5 Lap                | 17       |          |
| Ret  | 7  | ロルフ・シュトメレン               | ブラバム・アルファロメオ       | 41   | 燃料系統             | 11       |          |
| Ret  | 34 | ハンス＝ヨアヒム・スタック         | マーチ・フォード               | 23   | 接触                 | 6        |          |
| Ret  | 5  | マリオ・アンドレッティ             | ロータス・フォード             | 23   | 接触                 | 14       |          |
| Ret  | 11 | ジェームス・ハント                 | マクラーレン・フォード         | 11   | スピンオフ           | 24       |          |
| Ret  | 40 | ラリー・パーキンス                 | ボロ・フォード                 | 8    | エンジン             | 13       |          |
| Ret  | 8  | カルロス・パーチェ                 | ブラバム・アルファロメオ       | 4    | エンジン             | 3        |          |
| Ret  | 12 | ヨッヘン・マス                     | マクラーレン・フォード         | 2    | イグニッション       | 25       |          |
| DNS  | 20 | アルトゥーロ・メルツァリオ         | ウルフ・ウィリアムズ・フォード |      |                      |          |          |
| DNS  | 25 | ガイ・エドワーズ                   | ヘスケス・フォード             |      |                      |          |          |
| DNS  | 39 | オットー・ストゥパッヒャー         | ティレル・フォード             |      |                      |          |          |

- ファステストラップ - ロニー・ピーターソン：1:41.3（50周目）
- ラップリーダー - シェクター（Lap1 - 10）→ピーターソン（Lap11 - 52）

## 第13戦終了時点でのランキング
| 順位 | ドライバー             | ポイント |
| ---- | ---------------------- | -------- |
| 1    | ニキ・ラウダ           | 61       |
| 2    | ジェームス・ハント     | 56       |
| 3    | ジョディー・シェクター | 38       |
| 4    | クレイ・レガツォーニ   | 28       |
| 5    | パトリック・デパイユ   | 27       |

| 順位 | コンストラクター       | ポイント |
| ---- | ---------------------- | -------- |
| 1    | フェラーリ             | 73       |
| 2    | マクラーレン・フォード | 61 (62)  |
| 3    | ティレル・フォード     | 51       |
| 4    | リジェ・マトラ         | 20       |
| 5    | ペンスキー・フォード   | 18       |

- 注：ドライバー、コンストラクター共にトップ5のみ表示。チャンピオンシップには前半8戦中ベスト7戦、後半8戦中ベスト7戦がカウントされる。ポイントはチャンピオンシップにカウントされるポイント、括弧内は総獲得ポイント。ポイントと順位はレース終了時点のもの。